# Mistrzostwa Świata U-21 w Piłce Ręcznej Mężczyzn 2023
Mistrzostwa Świata U-21 w Piłce Ręcznej Mężczyzn 2023 – dwudzieste czwarte mistrzostwa świata U-21 w piłce ręcznej mężczyzn, oficjalny międzynarodowy turniej piłki ręcznej o randze mistrzostw świata organizowany przez IHF mający na celu wyłonienie najlepszej męskiej reprezentacji narodowej złożonej z zawodników do lat dwudziestu jeden. Odbyły się w dniach 20 czerwca – 2 lipca 2023 roku w Niemczech i Grecji.
Spośród piętnastu europejskich zespołów do fazy zasadniczej awansowało dwanaście i po raz pierwszy od 1991 tylko one znalazły się w czołowej ósemce. Z ćwierćfinałów zwycięsko wyszły Niemcy, Serbia, Węgry oraz Islandia. Do finału po 46 latach powrócili Węgrzy, drugi półfinał na swoją korzyść rozstrzygnęli zaś Niemcy. Przy pełnych trybunach gospodarze zdobyli swój trzeci tytuł w tej kategorii wiekowej, brąz przypadł zaś Islandczykom, którzy przerwali trzydziestoletnią passę bez medalu.
Po zakończonym turnieju IHF opublikowała statystyki indywidualne i drużynowe.

## Informacje ogólne
Prawa do organizacji turnieju zostały przyznane Niemcom przez Radę IHF w lutym 2020 roku. W październiku 2021 roku ogłoszono, że Grecja zostanie współgospodarzem zawodów – po raz pierwszy od edycji 1979 miały być zatem organizowane przez dwa kraje.
Ramowy harmonogram rozgrywek opublikowano na początku marca 2022 roku, szczegóły poszczególnych faz były natomiast publikowane przed ich rozpoczęciem. W połowie maja 2022 roku ogłoszono, że mistrzostwa zostaną rozegrane w czterech miastach – trzech niemieckich i greckiej stolicy, zaś mecze będzie gościć pięć obiektów. W tym samym miesiącu wyznaczono też dwadzieścia dwie pary arbitrów.
Trzydzieści dwie uczestniczące reprezentacje zostały podzielone na osiem czterozespołowych grup rywalizujących systemem kołowym, a po dwie najlepsze z każdej z grup awansowały do fazy zasadniczej. W niej, zachowując punkty z pierwszej fazy, walczyły ponownie systemem kołowym w dwóch sześciozespołowych grupach o dwa czołowe miejsca premiowane awansem do trzyrundowej fazy pucharowej. Spośród oficjalnych, osiemnastoosobowych składów turniejowych każda drużyna mogła w czasie trwania zawodów wymienić maksymalnie pięciu zawodników.
Po raz pierwszy w juniorskim czempionacie sędziowie mogli korzystać z powtórek wideo.
Wszystkie spotkania były transmitowane w Internecie, prawa telewizyjne wykupiły też stacje z kilkunastu krajów świata, dodatkowo kibice byli angażowani w mediach społecznościowych. Jeszcze przed turniejem organizatorzy ogłosili, że w halach zjawi się około sto tysięcy kibiców, a ich liczba ostatecznie przekroczyła 130 tysięcy.

## Losowanie grup
Transmitowane w Internecie losowanie grup zaplanowano na 17 stycznia 2023 roku w Katowicach przy okazji rozgrywanych tam MŚ 2023. Przed losowaniem drużyny zostały podzielone na cztery koszyki, a dodatkowo osiem zespołów zostało odgórnie przydzielonych do grup.
| Koszyk 1        |
| --------------- |
| Hiszpania U-21  |
| Portugalia U-21 |
| Egipt U-21      |
| Serbia U-21     |
| Szwecja U-21    |
| Węgry U-21      |
| Algieria U-21   |
| Francja U-21    |

| Koszyk 2         |
| ---------------- |
| Niemcy U-21      |
| Dania U-21       |
| Słowenia U-21    |
| Brazylia U-21    |
| Wyspy Owcze U-21 |
| Grecja U-21      |
| Islandia U-21    |
| Chorwacja U-21   |

| Koszyk 3       |
| -------------- |
| Japonia U-21   |
| Bahrajn U-21   |
| Kuwejt U-21    |
| Tunezja U-21   |
| Argentyna U-21 |
| Chile U-21     |
| Kuba U-21      |
| Polska U-21    |

| Koszyk 4                        |
| ------------------------------- |
| Australia U-21                  |
| Angola U-21                     |
| Maroko U-21                     |
| Libia U-21                      |
| Kostaryka U-21                  |
| Arabia Saudyjska U-21           |
| Stany Zjednoczone U-21          |
| Zwycięzca IHF Inter-Continental |

W wyniku losowania wyłonionych zostało osiem grup liczących po cztery zespoły.
| Grupa A Magdeburg      |
| ---------------------- |
| Francja U-21           |
| Polska U-21            |
| Chorwacja U-21         |
| Stany Zjednoczone U-21 |

| Grupa B Hanower |
| --------------- |
| Algieria U-21   |
| Niemcy U-21     |
| Tunezja U-21    |
| Libia U-21      |

| Grupa C Hanower |
| --------------- |
| Portugalia U-21 |
| Brazylia U-21   |
| Kuwejt U-21     |
| Kostaryka U-21  |

| Grupa D Magdeburg |
| ----------------- |
| Hiszpania U-21    |
| Wyspy Owcze U-21  |
| Japonia U-21      |
| Angola U-21       |

| Grupa E Ateny                |
| ---------------------------- |
| Węgry U-21                   |
| Dania U-21                   |
| Argentyna U-21               |
| Australia U-21 Norwegia U-21 |

| Grupa F Ateny                                   |
| ----------------------------------------------- |
| Szwecja U-21                                    |
| Słowenia U-21                                   |
| Bahrajn U-21                                    |
| Zwycięzca IHF Inter-Continental Grenlandia U-21 |

| Grupa G Ajos Joanis Rendis |
| -------------------------- |
| Serbia U-21                |
| Islandia U-21              |
| Chile U-21                 |
| Maroko U-21                |

| Grupa H Ajos Joanis Rendis |
| -------------------------- |
| Egipt U-21                 |
| Grecja U-21                |
| Kuba U-21                  |
| Arabia Saudyjska U-21      |

## Faza wstępna

### Grupa A
| 20 czerwca 202313:15 | Polska U-21 | 47:22(25:11) | Stany Zjednoczone U-21 | GETEC Arena, Magdeburg Widzów: 400 Sędzia: Mitrović, Vešović |
| 20 czerwca 202313:15 |             | 47:22(25:11) |                        | GETEC Arena, Magdeburg Widzów: 400 Sędzia: Mitrović, Vešović |

| 20 czerwca 202319:30 | Francja U-21 | 26:27(11:13) | Chorwacja U-21 | GETEC Arena, Magdeburg Widzów: 600 Sędzia: Bíró, Kiss |
| 20 czerwca 202319:30 |              | 26:27(11:13) |                | GETEC Arena, Magdeburg Widzów: 600 Sędzia: Bíró, Kiss |

| 22 czerwca 202317:15 | Polska U-21 | 30:30(15:13) | Chorwacja U-21 | GETEC Arena, Magdeburg Widzów: 450 Sędzia: Bolic, Hurich |
| 22 czerwca 202317:15 |             | 30:30(15:13) |                | GETEC Arena, Magdeburg Widzów: 450 Sędzia: Bolic, Hurich |

| 22 czerwca 202319:30 | Stany Zjednoczone U-21 | 17:45(6:24) | Francja U-21 | GETEC Arena, Magdeburg Widzów: 340 Sędzia: Bozhinovski, Nachevski |
| 22 czerwca 202319:30 |                        | 17:45(6:24) |              | GETEC Arena, Magdeburg Widzów: 340 Sędzia: Bozhinovski, Nachevski |

| 23 czerwca 202315:30 | Chorwacja U-21 | 48:23(22:10) | Stany Zjednoczone U-21 | GETEC Arena, Magdeburg Widzów: 400 Sędzia: Al-Wahibi, Al-Shahi |
| 23 czerwca 202315:30 |                | 48:23(22:10) |                        | GETEC Arena, Magdeburg Widzów: 400 Sędzia: Al-Wahibi, Al-Shahi |

| 23 czerwca 202318:00 | Francja U-21 | 37:33(20:19) | Polska U-21 | GETEC Arena, Magdeburg Widzów: 700 Sędzia: Sosa, Lemes |
| 23 czerwca 202318:00 |              | 37:33(20:19) |             | GETEC Arena, Magdeburg Widzów: 700 Sędzia: Sosa, Lemes |

### Grupa B
| 20 czerwca 202313:15 | Algieria U-21 | 22:27(11:10) | Tunezja U-21 | Swiss Life Hall, Hanower Widzów: 605 Sędzia: Sekulić, Jovandić |
| 20 czerwca 202313:15 |               | 22:27(11:10) |              | Swiss Life Hall, Hanower Widzów: 605 Sędzia: Sekulić, Jovandić |

| 20 czerwca 202319:30 | Niemcy U-21 | 35:14(18:4) | Libia U-21 | Swiss Life Hall, Hanower Widzów: 3 262 Sędzia: Lovin, Stancu |
| 20 czerwca 202319:30 |             | 35:14(18:4) |            | Swiss Life Hall, Hanower Widzów: 3 262 Sędzia: Lovin, Stancu |

| 21 czerwca 202315:30 | Libia U-21 | 19:27(11:12) | Algieria U-21 | Swiss Life Hall, Hanower Widzów: 333 Sędzia: Gheisarian, Gheisarian |
| 21 czerwca 202315:30 |            | 19:27(11:12) |               | Swiss Life Hall, Hanower Widzów: 333 Sędzia: Gheisarian, Gheisarian |

| 21 czerwca 202318:00 | Niemcy U-21 | 46:31(21:13) | Tunezja U-21 | Swiss Life Hall, Hanower Widzów: 3 369 Sędzia: Sosa, Lemes |
| 21 czerwca 202318:00 |             | 46:31(21:13) |              | Swiss Life Hall, Hanower Widzów: 3 369 Sędzia: Sosa, Lemes |

| 23 czerwca 202313:15 | Tunezja U-21 | 31:22(13:11) | Libia U-21 | Swiss Life Hall, Hanower Widzów: 500 Sędzia: Mitrović, Vešović |
| 23 czerwca 202313:15 |              | 31:22(13:11) |            | Swiss Life Hall, Hanower Widzów: 500 Sędzia: Mitrović, Vešović |

| 23 czerwca 202318:00 | Algieria U-21 | 22:33(12:16) | Niemcy U-21 | Swiss Life Hall, Hanower Widzów: 3 587 Sędzia: Braseth, Sundet |
| 23 czerwca 202318:00 |               | 22:33(12:16) |             | Swiss Life Hall, Hanower Widzów: 3 587 Sędzia: Braseth, Sundet |

### Grupa C
| 20 czerwca 202311:00 | Portugalia U-21 | 35:21(18:11) | Kuwejt U-21 | Swiss Life Hall, Hanower Widzów: 3 120 Sędzia: Braseth, Sundet |
| 20 czerwca 202311:00 |                 | 35:21(18:11) |             | Swiss Life Hall, Hanower Widzów: 3 120 Sędzia: Braseth, Sundet |

| 20 czerwca 202317:15 | Brazylia U-21 | 38:17(22:9) | Kostaryka U-21 | Swiss Life Hall, Hanower Widzów: 3 267 Sędzia: Gheisarian, Gheisarian |
| 20 czerwca 202317:15 |               | 38:17(22:9) |                | Swiss Life Hall, Hanower Widzów: 3 267 Sędzia: Gheisarian, Gheisarian |

| 21 czerwca 202313:15 | Kostaryka U-21 | 21:52(12:26) | Portugalia U-21 | Swiss Life Hall, Hanower Widzów: 633 Sędzia: Lovin, Stancu |
| 21 czerwca 202313:15 |                | 21:52(12:26) |                 | Swiss Life Hall, Hanower Widzów: 633 Sędzia: Lovin, Stancu |

| 21 czerwca 202320:15 | Brazylia U-21 | 29:20(12:11) | Kuwejt U-21 | Swiss Life Hall, Hanower Widzów: 3 369 Sędzia: Sekulić, Jovandić |
| 21 czerwca 202320:15 |               | 29:20(12:11) |             | Swiss Life Hall, Hanower Widzów: 3 369 Sędzia: Sekulić, Jovandić |

| 23 czerwca 202315:30 | Kuwejt U-21 | 41:28(16:9) | Kostaryka U-21 | Swiss Life Hall, Hanower Widzów: 600 Sędzia: Doychinov, Goretsov |
| 23 czerwca 202315:30 |             | 41:28(16:9) |                | Swiss Life Hall, Hanower Widzów: 600 Sędzia: Doychinov, Goretsov |

| 23 czerwca 202320:15 | Portugalia U-21 | 27:19(13:11) | Brazylia U-21 | Swiss Life Hall, Hanower Widzów: 3 267 Sędzia: Belkhiri, Hamidi |
| 23 czerwca 202320:15 |                 | 27:19(13:11) |               | Swiss Life Hall, Hanower Widzów: 3 267 Sędzia: Belkhiri, Hamidi |

### Grupa D
| 20 czerwca 202311:00 | Wyspy Owcze U-21 | 34:21(18:8) | Angola U-21 | GETEC Arena, Magdeburg Widzów: 1 200 Sędzia: Bozhinovski, Nachevski |
| 20 czerwca 202311:00 |                  | 34:21(18:8) |             | GETEC Arena, Magdeburg Widzów: 1 200 Sędzia: Bozhinovski, Nachevski |

| 20 czerwca 202317:15 | Hiszpania U-21 | 43:28(22:16) | Japonia U-21 | GETEC Arena, Magdeburg Widzów: 550 Sędzia: Bolic, Hurich |
| 20 czerwca 202317:15 |                | 43:28(22:16) |              | GETEC Arena, Magdeburg Widzów: 550 Sędzia: Bolic, Hurich |

| 22 czerwca 202311:00 | Wyspy Owcze U-21 | 39:34(21:17) | Japonia U-21 | GETEC Arena, Magdeburg Widzów: 1 100 Sędzia: Doychinov, Goretsov |
| 22 czerwca 202311:00 |                  | 39:34(21:17) |              | GETEC Arena, Magdeburg Widzów: 1 100 Sędzia: Doychinov, Goretsov |

| 22 czerwca 202313:15 | Angola U-21 | 28:34(15:17) | Hiszpania U-21 | GETEC Arena, Magdeburg Widzów: 600 Sędzia: Al-Wahibi, Al-Shahi |
| 22 czerwca 202313:15 |             | 28:34(15:17) |                | GETEC Arena, Magdeburg Widzów: 600 Sędzia: Al-Wahibi, Al-Shahi |

| 23 czerwca 202313:15 | Japonia U-21 | 33:32(14:17) | Angola U-21 | GETEC Arena, Magdeburg Widzów: 200 Sędzia: Lovin, Stancu |
| 23 czerwca 202313:15 |              | 33:32(14:17) |             | GETEC Arena, Magdeburg Widzów: 200 Sędzia: Lovin, Stancu |

| 23 czerwca 202320:15 | Hiszpania U-21 | 31:34(10:21) | Wyspy Owcze U-21 | GETEC Arena, Magdeburg Widzów: 650 Sędzia: Bíró, Kiss |
| 23 czerwca 202320:15 |                | 31:34(10:21) |                  | GETEC Arena, Magdeburg Widzów: 650 Sędzia: Bíró, Kiss |

### Grupa E
| 20 czerwca 202313:15 | Węgry U-21 | 30:22(13:12) | Argentyna U-21 | Ano Liosia Olympic Hall, Ano Liosia Sędzia: Mahmoud, El-Beltagy |
| 20 czerwca 202313:15 |            | 30:22(13:12) |                | Ano Liosia Olympic Hall, Ano Liosia Sędzia: Mahmoud, El-Beltagy |

| 20 czerwca 202318:00 | Dania U-21 | 33:22(16:12) | Norwegia U-21 | Ano Liosia Olympic Hall, Ano Liosia Sędzia: Budzák, Záhradník |
| 20 czerwca 202318:00 |            | 33:22(16:12) |               | Ano Liosia Olympic Hall, Ano Liosia Sędzia: Budzák, Záhradník |

| 22 czerwca 202313:15 | Norwegia U-21 | 22:31(12:19) | Węgry U-21 | Ano Liosia Olympic Hall, Ano Liosia Sędzia: Picard, Vauchez |
| 22 czerwca 202313:15 |               | 22:31(12:19) |            | Ano Liosia Olympic Hall, Ano Liosia Sędzia: Picard, Vauchez |

| 22 czerwca 202318:00 | Dania U-21 | 31:28(16:12) | Argentyna U-21 | Ano Liosia Olympic Hall, Ano Liosia Sędzia: Xu, Liu |
| 22 czerwca 202318:00 |            | 31:28(16:12) |                | Ano Liosia Olympic Hall, Ano Liosia Sędzia: Xu, Liu |

| 23 czerwca 202315:30 | Argentyna U-21 | 31:32(12:18) | Norwegia U-21 | Ano Liosia Olympic Hall, Ano Liosia Widzów: 50 Sędzia: Pirvu, Potirniche |
| 23 czerwca 202315:30 |                | 31:32(12:18) |               | Ano Liosia Olympic Hall, Ano Liosia Widzów: 50 Sędzia: Pirvu, Potirniche |

| 23 czerwca 202320:15 | Węgry U-21 | 33:28(16:15) | Dania U-21 | Ano Liosia Olympic Hall, Ano Liosia Sędzia: Konjičanin, Konjičanin |
| 23 czerwca 202320:15 |            | 33:28(16:15) |            | Ano Liosia Olympic Hall, Ano Liosia Sędzia: Konjičanin, Konjičanin |

### Grupa F
| 20 czerwca 202311:00 | Słowenia U-21 | 48:23(24:10) | Grenlandia U-21 | Ano Liosia Olympic Hall, Ano Liosia Sędzia: Xu, Liu |
| 20 czerwca 202311:00 |               | 48:23(24:10) |                 | Ano Liosia Olympic Hall, Ano Liosia Sędzia: Xu, Liu |

| 20 czerwca 202315:45 | Szwecja U-21 | 35:17(21:11) | Bahrajn U-21 | Ano Liosia Olympic Hall, Ano Liosia Sędzia: Magalhães, Godoy |
| 20 czerwca 202315:45 |              | 35:17(21:11) |              | Ano Liosia Olympic Hall, Ano Liosia Sędzia: Magalhães, Godoy |

| 22 czerwca 202311:00 | Słowenia U-21 | 29:29(12:12) | Bahrajn U-21 | Ano Liosia Olympic Hall, Ano Liosia Sędzia: Pirvu, Potirniche |
| 22 czerwca 202311:00 |               | 29:29(12:12) |              | Ano Liosia Olympic Hall, Ano Liosia Sędzia: Pirvu, Potirniche |

| 22 czerwca 202315:45 | Grenlandia U-21 | 12:50(5:24) | Szwecja U-21 | Ano Liosia Olympic Hall, Ano Liosia Sędzia: Mahmoud, El-Beltagy |
| 22 czerwca 202315:45 |                 | 12:50(5:24) |              | Ano Liosia Olympic Hall, Ano Liosia Sędzia: Mahmoud, El-Beltagy |

| 23 czerwca 202313:15 | Bahrajn U-21 | 63:13(33:5) | Grenlandia U-21 | Ano Liosia Olympic Hall, Ano Liosia Sędzia: Picard, Vauchez |
| 23 czerwca 202313:15 |              | 63:13(33:5) |                 | Ano Liosia Olympic Hall, Ano Liosia Sędzia: Picard, Vauchez |

| 23 czerwca 202318:00 | Szwecja U-21 | 38:25(20:13) | Słowenia U-21 | Ano Liosia Olympic Hall, Ano Liosia Sędzia: Hannes, Hannes |
| 23 czerwca 202318:00 |              | 38:25(20:13) |               | Ano Liosia Olympic Hall, Ano Liosia Sędzia: Hannes, Hannes |

### Grupa G
| 20 czerwca 202311:00 | Islandia U-21 | 17:15(7:5) | Maroko U-21 | Melina Mercouri Indoor Hall, Ajos Joanis Rendis Widzów: 75 Sędzia: Pirvu, Potirniche |
| 20 czerwca 202311:00 |               | 17:15(7:5) |             | Melina Mercouri Indoor Hall, Ajos Joanis Rendis Widzów: 75 Sędzia: Pirvu, Potirniche |

| 20 czerwca 202315:45 | Serbia U-21 | 41:13(19:7) | Chile U-21 | Melina Mercouri Indoor Hall, Ajos Joanis Rendis Sędzia: Picard, Vauchez |
| 20 czerwca 202315:45 |             | 41:13(19:7) |            | Melina Mercouri Indoor Hall, Ajos Joanis Rendis Sędzia: Picard, Vauchez |

| 21 czerwca 202313:15 | Islandia U-21 | 35:18(12:6) | Chile U-21 | Melina Mercouri Indoor Hall, Ajos Joanis Rendis Sędzia: Mikelić, Paradina |
| 21 czerwca 202313:15 |               | 35:18(12:6) |            | Melina Mercouri Indoor Hall, Ajos Joanis Rendis Sędzia: Mikelić, Paradina |

| 21 czerwca 202320:15 | Maroko U-21 | 20:38(10:23) | Serbia U-21 | Melina Mercouri Indoor Hall, Ajos Joanis Rendis Widzów: 50 Sędzia: Hannes, Hannes |
| 21 czerwca 202320:15 |             | 20:38(10:23) |             | Melina Mercouri Indoor Hall, Ajos Joanis Rendis Widzów: 50 Sędzia: Hannes, Hannes |

| 23 czerwca 202313:15 | Chile U-21 | 18:24(9:13) | Maroko U-21 | Melina Mercouri Indoor Hall, Ajos Joanis Rendis Widzów: 50 Sędzia: Magalhães, Godoy |
| 23 czerwca 202313:15 |            | 18:24(9:13) |             | Melina Mercouri Indoor Hall, Ajos Joanis Rendis Widzów: 50 Sędzia: Magalhães, Godoy |

| 23 czerwca 202320:15 | Serbia U-21 | 29:32(14:16) | Islandia U-21 | Melina Mercouri Indoor Hall, Ajos Joanis Rendis Sędzia: Gasmi, Gasmi |
| 23 czerwca 202320:15 |             | 29:32(14:16) |               | Melina Mercouri Indoor Hall, Ajos Joanis Rendis Sędzia: Gasmi, Gasmi |

### Grupa H
| 20 czerwca 202313:15 | Egipt U-21 | 45:28(20:14) | Kuba U-21 | Melina Mercouri Indoor Hall, Ajos Joanis Rendis Sędzia: Gasmi, Gasmi |
| 20 czerwca 202313:15 |            | 45:28(20:14) |           | Melina Mercouri Indoor Hall, Ajos Joanis Rendis Sędzia: Gasmi, Gasmi |

| 20 czerwca 202318:00 | Grecja U-21 | 31:22(15:10) | Arabia Saudyjska U-21 | Melina Mercouri Indoor Hall, Ajos Joanis Rendis Sędzia: Hannes, Hannes |
| 20 czerwca 202318:00 |             | 31:22(15:10) |                       | Melina Mercouri Indoor Hall, Ajos Joanis Rendis Sędzia: Hannes, Hannes |

| 21 czerwca 202315:30 | Arabia Saudyjska U-21 | 34:42(20:21) | Egipt U-21 | Melina Mercouri Indoor Hall, Ajos Joanis Rendis Sędzia: Magalhães, Godoy |
| 21 czerwca 202315:30 |                       | 34:42(20:21) |            | Melina Mercouri Indoor Hall, Ajos Joanis Rendis Sędzia: Magalhães, Godoy |

| 21 czerwca 202318:00 | Grecja U-21 | 42:26(22:10) | Kuba U-21 | Melina Mercouri Indoor Hall, Ajos Joanis Rendis Widzów: 580 Sędzia: Konjičanin, Konjičanin |
| 21 czerwca 202318:00 |             | 42:26(22:10) |           | Melina Mercouri Indoor Hall, Ajos Joanis Rendis Widzów: 580 Sędzia: Konjičanin, Konjičanin |

| 23 czerwca 202315:30 | Kuba U-21 | 27:28(10:16) | Arabia Saudyjska U-21 | Melina Mercouri Indoor Hall, Ajos Joanis Rendis Sędzia: Mikelić, Paradina |
| 23 czerwca 202315:30 |           | 27:28(10:16) |                       | Melina Mercouri Indoor Hall, Ajos Joanis Rendis Sędzia: Mikelić, Paradina |

| 23 czerwca 202318:00 | Egipt U-21 | 36:30(17:20) | Grecja U-21 | Melina Mercouri Indoor Hall, Ajos Joanis Rendis Sędzia: Budzák, Záhradník |
| 23 czerwca 202318:00 |            | 36:30(17:20) |             | Melina Mercouri Indoor Hall, Ajos Joanis Rendis Sędzia: Budzák, Záhradník |

## President’s Cup

### Grupa I
| 25 czerwca 202313:30 | Polska U-21 | 37:17(21:7) | Libia U-21 | GETEC Arena, Magdeburg Widzów: 845 Sędzia: Bozhinovski, Nachevski |
| 25 czerwca 202313:30 |             | 37:17(21:7) |            | GETEC Arena, Magdeburg Widzów: 845 Sędzia: Bozhinovski, Nachevski |

| 25 czerwca 202315:45 | Algieria U-21 | 23:23(10:9) | Stany Zjednoczone U-21 | GETEC Arena, Magdeburg Widzów: 845 Sędzia: Gheisarian, Gheisarian |
| 25 czerwca 202315:45 |               | 23:23(10:9) |                        | GETEC Arena, Magdeburg Widzów: 845 Sędzia: Gheisarian, Gheisarian |

| 26 czerwca 202311:00 | Polska U-21 | 36:23(16:11) | Algieria U-21 | GETEC Arena, Magdeburg Widzów: 1 406 Sędzia: Sekulić, Jovandić |
| 26 czerwca 202311:00 |             | 36:23(16:11) |               | GETEC Arena, Magdeburg Widzów: 1 406 Sędzia: Sekulić, Jovandić |

| 26 czerwca 202313:15 | Stany Zjednoczone U-21 | 25:24(14:10) | Libia U-21 | GETEC Arena, Magdeburg Widzów: 400 Sędzia: Sosa, Lemes |
| 26 czerwca 202313:15 |                        | 25:24(14:10) |            | GETEC Arena, Magdeburg Widzów: 400 Sędzia: Sosa, Lemes |

### Grupa II
| 25 czerwca 202311:00 | Kuwejt U-21 | 38:26(23:15) | Angola U-21 | Swiss Life Hall, Hanower Widzów: 778 Sędzia: Bolic, Hurich |
| 25 czerwca 202311:00 |             | 38:26(23:15) |             | Swiss Life Hall, Hanower Widzów: 778 Sędzia: Bolic, Hurich |

| 25 czerwca 202313:15 | Japonia U-21 | 41:22(21:10) | Kostaryka U-21 | Swiss Life Hall, Hanower Widzów: 778 Sędzia: Al-Wahibi, Al-Shahi |
| 25 czerwca 202313:15 |              | 41:22(21:10) |                | Swiss Life Hall, Hanower Widzów: 778 Sędzia: Al-Wahibi, Al-Shahi |

| 26 czerwca 202311:00 | Kuwejt U-21 | 23:37(16:19) | Japonia U-21 | Swiss Life Hall, Hanower Widzów: 3 117 Sędzia: Doychinov, Goretsov |
| 26 czerwca 202311:00 |             | 23:37(16:19) |              | Swiss Life Hall, Hanower Widzów: 3 117 Sędzia: Doychinov, Goretsov |

| 26 czerwca 202313:15 | Kostaryka U-21 | 27:43(12:19) | Angola U-21 | Swiss Life Hall, Hanower Widzów: 200 Sędzia: Belkhiri, Hamidi |
| 26 czerwca 202313:15 |                | 27:43(12:19) |             | Swiss Life Hall, Hanower Widzów: 200 Sędzia: Belkhiri, Hamidi |

### Grupa III
| 25 czerwca 202312:45 | Norwegia U-21 | 47:21(24:10) | Grenlandia U-21 | Ano Liosia Olympic Hall, Ano Liosia Sędzia: Mahmoud, El-Beltagy |
| 25 czerwca 202312:45 |               | 47:21(24:10) |                 | Ano Liosia Olympic Hall, Ano Liosia Sędzia: Mahmoud, El-Beltagy |

| 25 czerwca 202315:00 | Słowenia U-21 | 30:29(15:15) | Argentyna U-21 | Ano Liosia Olympic Hall, Ano Liosia Sędzia: Picard, Vauchez |
| 25 czerwca 202315:00 |               | 30:29(15:15) |                | Ano Liosia Olympic Hall, Ano Liosia Sędzia: Picard, Vauchez |

| 26 czerwca 202312:45 | Norwegia U-21 | 36:25(20:12) | Słowenia U-21 | Ano Liosia Olympic Hall, Ano Liosia Widzów: 100 Sędzia: Magalhães, Godoy |
| 26 czerwca 202312:45 |               | 36:25(20:12) |               | Ano Liosia Olympic Hall, Ano Liosia Widzów: 100 Sędzia: Magalhães, Godoy |

| 26 czerwca 202315:00 | Argentyna U-21 | 43:21(21:13) | Grenlandia U-21 | Ano Liosia Olympic Hall, Ano Liosia Widzów: 30 Sędzia: Budzák, Záhradník |
| 26 czerwca 202315:00 |                | 43:21(21:13) |                 | Ano Liosia Olympic Hall, Ano Liosia Widzów: 30 Sędzia: Budzák, Záhradník |

### Grupa IV
| 25 czerwca 202312:45 | Maroko U-21 | 24:24(13:13) | Kuba U-21 | Melina Mercouri Indoor Hall, Ajos Joanis Rendis Widzów: 50 Sędzia: Mikelić, Paradina |
| 25 czerwca 202312:45 |             | 24:24(13:13) |           | Melina Mercouri Indoor Hall, Ajos Joanis Rendis Widzów: 50 Sędzia: Mikelić, Paradina |

| 25 czerwca 202315:00 | Arabia Saudyjska U-21 | 19:18(10:9) | Chile U-21 | Melina Mercouri Indoor Hall, Ajos Joanis Rendis Widzów: 50 Sędzia: Xu, Liu |
| 25 czerwca 202315:00 |                       | 19:18(10:9) |            | Melina Mercouri Indoor Hall, Ajos Joanis Rendis Widzów: 50 Sędzia: Xu, Liu |

| 26 czerwca 202312:45 | Maroko U-21 | 33:21(15:14) | Arabia Saudyjska U-21 | Melina Mercouri Indoor Hall, Ajos Joanis Rendis Widzów: 50 Sędzia: Pirvu, Potirniche |
| 26 czerwca 202312:45 |             | 33:21(15:14) |                       | Melina Mercouri Indoor Hall, Ajos Joanis Rendis Widzów: 50 Sędzia: Pirvu, Potirniche |

| 26 czerwca 202315:00 | Chile U-21 | 25:25(13:11) | Kuba U-21 | Melina Mercouri Indoor Hall, Ajos Joanis Rendis Widzów: 58 Sędzia: Mahmoud, El-Beltagy |
| 26 czerwca 202315:00 |            | 25:25(13:11) |           | Melina Mercouri Indoor Hall, Ajos Joanis Rendis Widzów: 58 Sędzia: Mahmoud, El-Beltagy |

## Faza zasadnicza

### Grupa I
| 25 czerwca 202318:15 | Chorwacja U-21 | 36:23(13:6) | Tunezja U-21 | GETEC Arena, Magdeburg Widzów: 1 700 Sędzia: Sosa, Lemes |
| 25 czerwca 202318:15 |                | 36:23(13:6) |              | GETEC Arena, Magdeburg Widzów: 1 700 Sędzia: Sosa, Lemes |

| 25 czerwca 202320:30 | Niemcy U-21 | 30:29(17:16) | Francja U-21 | GETEC Arena, Magdeburg Widzów: 3 100 Sędzia: Sekulić, Jovandić |
| 25 czerwca 202320:30 |             | 30:29(17:16) |              | GETEC Arena, Magdeburg Widzów: 3 100 Sędzia: Sekulić, Jovandić |

| 26 czerwca 202318:15 | Francja U-21 | 42:31(19:13) | Tunezja U-21 | GETEC Arena, Magdeburg Widzów: 2 345 Sędzia: Lovin, Stancu |
| 26 czerwca 202318:15 |              | 42:31(19:13) |              | GETEC Arena, Magdeburg Widzów: 2 345 Sędzia: Lovin, Stancu |

| 26 czerwca 202320:30 | Chorwacja U-21 | 29:31(12:15) | Niemcy U-21 | GETEC Arena, Magdeburg Widzów: 2 345 Sędzia: Braseth, Sundet |
| 26 czerwca 202320:30 |                | 29:31(12:15) |             | GETEC Arena, Magdeburg Widzów: 2 345 Sędzia: Braseth, Sundet |

### Grupa II
| 25 czerwca 202315:45 | Portugalia U-21 | 33:31(19:20) | Hiszpania U-21 | Swiss Life Hall, Hanower Widzów: 1 180 Sędzia: Belkhiri, Hamidi |
| 25 czerwca 202315:45 |                 | 33:31(19:20) |                | Swiss Life Hall, Hanower Widzów: 1 180 Sędzia: Belkhiri, Hamidi |

| 25 czerwca 202318:00 | Wyspy Owcze U-21 | 33:27(16:13) | Brazylia U-21 | Swiss Life Hall, Hanower Widzów: 1 180 Sędzia: Doychinov, Goretsov |
| 25 czerwca 202318:00 |                  | 33:27(16:13) |               | Swiss Life Hall, Hanower Widzów: 1 180 Sędzia: Doychinov, Goretsov |

| 26 czerwca 202315:45 | Portugalia U-21 | 19:27(10:15) | Wyspy Owcze U-21 | Swiss Life Hall, Hanower Widzów: 638 Sędzia: Bíró, Kiss |
| 26 czerwca 202315:45 |                 | 19:27(10:15) |                  | Swiss Life Hall, Hanower Widzów: 638 Sędzia: Bíró, Kiss |

| 26 czerwca 202318:00 | Brazylia U-21 | 22:36(8:16) | Hiszpania U-21 | Swiss Life Hall, Hanower Widzów: 638 Sędzia: Mitrović, Vešović |
| 26 czerwca 202318:00 |               | 22:36(8:16) |                | Swiss Life Hall, Hanower Widzów: 638 Sędzia: Mitrović, Vešović |

### Grupa III
| 25 czerwca 202317:30 | Węgry U-21 | 27:21(14:12) | Bahrajn U-21 | Ano Liosia Olympic Hall, Ano Liosia Sędzia: Magalhães, Godoy |
| 25 czerwca 202317:30 |            | 27:21(14:12) |              | Ano Liosia Olympic Hall, Ano Liosia Sędzia: Magalhães, Godoy |

| 25 czerwca 202319:45 | Szwecja U-21 | 26:29(15:14) | Dania U-21 | Ano Liosia Olympic Hall, Ano Liosia Sędzia: Budzák, Záhradník |
| 25 czerwca 202319:45 |              | 26:29(15:14) |            | Ano Liosia Olympic Hall, Ano Liosia Sędzia: Budzák, Záhradník |

| 26 czerwca 202317:30 | Węgry U-21 | 29:26(16:13) | Szwecja U-21 | Ano Liosia Olympic Hall, Ano Liosia Widzów: 100 Sędzia: Konjičanin, Konjičanin |
| 26 czerwca 202317:30 |            | 29:26(16:13) |              | Ano Liosia Olympic Hall, Ano Liosia Widzów: 100 Sędzia: Konjičanin, Konjičanin |

| 26 czerwca 202319:45 | Dania U-21 | 28:22(16:7) | Bahrajn U-21 | Ano Liosia Olympic Hall, Ano Liosia Sędzia: Gasmi, Gasmi |
| 26 czerwca 202319:45 |            | 28:22(16:7) |              | Ano Liosia Olympic Hall, Ano Liosia Sędzia: Gasmi, Gasmi |

### Grupa IV
| 25 czerwca 202317:30 | Islandia U-21 | 29:28(14:15) | Grecja U-21 | Melina Mercouri Indoor Hall, Ajos Joanis Rendis Sędzia: Konjičanin, Konjičanin |
| 25 czerwca 202317:30 |               | 29:28(14:15) |             | Melina Mercouri Indoor Hall, Ajos Joanis Rendis Sędzia: Konjičanin, Konjičanin |

| 25 czerwca 202319:45 | Egipt U-21 | 26:33(12:18) | Serbia U-21 | Melina Mercouri Indoor Hall, Ajos Joanis Rendis Widzów: 250 Sędzia: Gasmi, Gasmi |
| 25 czerwca 202319:45 |            | 26:33(12:18) |             | Melina Mercouri Indoor Hall, Ajos Joanis Rendis Widzów: 250 Sędzia: Gasmi, Gasmi |

| 26 czerwca 202317:30 | Islandia U-21 | 29:28(19:13) | Egipt U-21 | Melina Mercouri Indoor Hall, Ajos Joanis Rendis Widzów: 270 Sędzia: Mikelić, Paradina |
| 26 czerwca 202317:30 |               | 29:28(19:13) |            | Melina Mercouri Indoor Hall, Ajos Joanis Rendis Widzów: 270 Sędzia: Mikelić, Paradina |

| 26 czerwca 202319:45 | Serbia U-21 | 34:23(15:12) | Grecja U-21 | Melina Mercouri Indoor Hall, Ajos Joanis Rendis Widzów: 580 Sędzia: Hannes, Hannes |
| 26 czerwca 202319:45 |             | 34:23(15:12) |             | Melina Mercouri Indoor Hall, Ajos Joanis Rendis Widzów: 580 Sędzia: Hannes, Hannes |

## Faza pucharowa

### Mecze o miejsca 1–4
|  |                  |                  |               |               |    |             |             |               |                   |                   |                   |       |       |
|  | Ćwierćfinały     | Ćwierćfinały     | Ćwierćfinały  |               |    | Półfinały   | Półfinały   | Półfinały     |                   |                   | Finał             | Finał | Finał |
|  | Ćwierćfinały     | Ćwierćfinały     | Ćwierćfinały  |               |    | Półfinały   | Półfinały   | Półfinały     |                   |                   | Finał             | Finał | Finał |
|  | 29 czerwca       |                  |               |               |    |             |             |               |                   |                   |                   |       |       |
|  |                  |                  |               |               |    |             |             |               |                   |                   |                   |       |       |
|  | Niemcy U-21      | Niemcy U-21      | 31            |               |    |             |             |               |                   |                   |                   |       |       |
|  | Niemcy U-21      | Niemcy U-21      | 31            | 1 lipca       |    |             |             |               |                   |                   |                   |       |       |
|  | Dania U-21       | Dania U-21       | 26            |               |    |             |             |               |                   |                   |                   |       |       |
|  | Dania U-21       | Dania U-21       | 26            |               |    | Niemcy U-21 | Niemcy U-21 | 40            |                   |                   |                   |       |       |
|  | 29 czerwca       |                  |               |               |    | Niemcy U-21 | Niemcy U-21 | 40            |                   |                   |                   |       |       |
|  |                  |                  | Serbia U-21   | Serbia U-21   | 30 |             |             |               |                   |                   |                   |       |       |
|  | Wyspy Owcze U-21 | Wyspy Owcze U-21 | Serbia U-21   | Serbia U-21   | 30 | 27          |             |               |                   |                   |                   |       |       |
|  | Wyspy Owcze U-21 | Wyspy Owcze U-21 |               |               |    | 27          | 2 lipca     |               |                   |                   |                   |       |       |
|  | Serbia U-21      | Serbia U-21      | 30            |               |    |             |             |               |                   |                   |                   |       |       |
|  | Serbia U-21      | Serbia U-21      | 30            |               |    | Niemcy U-21 | Niemcy U-21 | 30            |                   |                   |                   |       |       |
|  | 29 czerwca       |                  |               |               |    | Niemcy U-21 | Niemcy U-21 | 30            |                   |                   |                   |       |       |
|  |                  |                  | Węgry U-21    | Węgry U-21    | 23 |             |             |               |                   |                   |                   |       |       |
|  | Węgry U-21       | Węgry U-21       | Węgry U-21    | Węgry U-21    | 23 | 28          |             |               |                   |                   |                   |       |       |
|  | Węgry U-21       | Węgry U-21       | 1 lipca       |               |    | 28          |             |               |                   |                   |                   |       |       |
|  | Chorwacja U-21   | Chorwacja U-21   | 23            |               |    |             |             |               |                   |                   |                   |       |       |
|  | Chorwacja U-21   | Chorwacja U-21   | 23            |               |    | Węgry U-21  | Węgry U-21  | 37            | Mecz o 3. miejsce | Mecz o 3. miejsce | Mecz o 3. miejsce |       |       |
|  | 29 czerwca       |                  |               |               |    | Węgry U-21  | Węgry U-21  | 37            | Mecz o 3. miejsce | Mecz o 3. miejsce | Mecz o 3. miejsce |       |       |
|  |                  |                  | Islandia U-21 | Islandia U-21 | 30 |             |             | 2 lipca       | 2 lipca           | 2 lipca           |                   |       |       |
|  | Islandia U-21    | Islandia U-21    | Islandia U-21 | Islandia U-21 | 30 | 32          |             | 2 lipca       | 2 lipca           | 2 lipca           |                   |       |       |
|  | Islandia U-21    | Islandia U-21    |               |               |    |             |             | Serbia U-21   | Serbia U-21       | 23                |                   |       |       |
|  | Portugalia U-21  | Portugalia U-21  | 28            |               |    |             |             |               | Serbia U-21       | 23                |                   |       |       |
|  | Portugalia U-21  | Portugalia U-21  | 28            |               |    |             |             | Islandia U-21 | Islandia U-21     | 27                |                   |       |       |
|  |                  |                  |               |               |    |             |             |               | Islandia U-21     | 27                |                   |       |       |

| 29 czerwca 202313:15 | Wyspy Owcze U-21 | 27:30(12:17) | Serbia U-21 | Max-Schmeling-Halle, Berlin Widzów: 2 083 Sędzia: Doychinov, Goretsov |
| 29 czerwca 202313:15 |                  | 27:30(12:17) |             | Max-Schmeling-Halle, Berlin Widzów: 2 083 Sędzia: Doychinov, Goretsov |

| 29 czerwca 202315:45 | Islandia U-21 | 32:28(12:14) | Portugalia U-21 | Max-Schmeling-Halle, Berlin Widzów: 2 083 Sędzia: Lovin, Stancu |
| 29 czerwca 202315:45 |               | 32:28(12:14) |                 | Max-Schmeling-Halle, Berlin Widzów: 2 083 Sędzia: Lovin, Stancu |

| 29 czerwca 202318:30 | Węgry U-21 | 28:23(13:13) | Chorwacja U-21 | Max-Schmeling-Halle, Berlin Widzów: 2 653 Sędzia: Gasmi, Gasmi |
| 29 czerwca 202318:30 |            | 28:23(13:13) |                | Max-Schmeling-Halle, Berlin Widzów: 2 653 Sędzia: Gasmi, Gasmi |

| 29 czerwca 202321:00 | Niemcy U-21 | 31:26(17:11) | Dania U-21 | Max-Schmeling-Halle, Berlin Widzów: 3 734 Sędzia: Bíró, Kiss |
| 29 czerwca 202321:00 |             | 31:26(17:11) |            | Max-Schmeling-Halle, Berlin Widzów: 3 734 Sędzia: Bíró, Kiss |

| 1 lipca 202315:30 | Węgry U-21 | 37:30(19:14) | Islandia U-21 | Max-Schmeling-Halle, Berlin Widzów: 3 138 Sędzia: Konjičanin, Konjičanin |
| 1 lipca 202315:30 |            | 37:30(19:14) |               | Max-Schmeling-Halle, Berlin Widzów: 3 138 Sędzia: Konjičanin, Konjičanin |

| 1 lipca 202318:00 | Niemcy U-21 | 40:30(17:15) | Serbia U-21 | Max-Schmeling-Halle, Berlin Widzów: 5 206 Sędzia: Belkhiri, Hamidi |
| 1 lipca 202318:00 |             | 40:30(17:15) |             | Max-Schmeling-Halle, Berlin Widzów: 5 206 Sędzia: Belkhiri, Hamidi |

| 2 lipca 202315:30 | Serbia U-21 | 23:27(13:13) | Islandia U-21 | Max-Schmeling-Halle, Berlin Widzów: 4 467 Sędzia: Braseth, Sundet |
| 2 lipca 202315:30 |             | 23:27(13:13) |               | Max-Schmeling-Halle, Berlin Widzów: 4 467 Sędzia: Braseth, Sundet |

| 2 lipca 202318:00 | Niemcy U-21 | 30:23(14:11) | Węgry U-21 | Max-Schmeling-Halle, Berlin Widzów: 8 235 Sędzia: Sosa, Lemes |
| 2 lipca 202318:00 |             | 30:23(14:11) |            | Max-Schmeling-Halle, Berlin Widzów: 8 235 Sędzia: Sosa, Lemes |

### Mecze o miejsca 5–8
|  |                        |                        |                        |                   |    |                   |                   |                   |
|  | Półfinały o 5. miejsce | Półfinały o 5. miejsce | Półfinały o 5. miejsce |                   |    | Mecz o 5. miejsce | Mecz o 5. miejsce | Mecz o 5. miejsce |
|  | Półfinały o 5. miejsce | Półfinały o 5. miejsce | Półfinały o 5. miejsce |                   |    | Mecz o 5. miejsce | Mecz o 5. miejsce | Mecz o 5. miejsce |
|  | 1 lipca                |                        |                        |                   |    |                   |                   |                   |
|  |                        |                        |                        |                   |    |                   |                   |                   |
|  | Dania U-21             | Dania U-21             | 26                     |                   |    |                   |                   |                   |
|  | Dania U-21             | Dania U-21             | 26                     | 2 lipca           |    |                   |                   |                   |
|  | Wyspy Owcze U-21       | Wyspy Owcze U-21       | 23                     |                   |    |                   |                   |                   |
|  | Wyspy Owcze U-21       | Wyspy Owcze U-21       | 23                     |                   |    | Dania U-21        | Dania U-21        | 30                |
|  | 1 lipca                |                        |                        |                   |    | Dania U-21        | Dania U-21        | 30                |
|  |                        |                        | Portugalia U-21        | Portugalia U-21   | 25 |                   |                   |                   |
|  | Chorwacja U-21         | Chorwacja U-21         | Portugalia U-21        | Portugalia U-21   | 25 | 32                |                   |                   |
|  | Chorwacja U-21         | Chorwacja U-21         |                        |                   |    |                   |                   |                   |
|  | Portugalia U-21        | Portugalia U-21        | 36                     |                   |    |                   |                   |                   |
|  | Portugalia U-21        | Portugalia U-21        | 36                     | Mecz o 3. miejsce |    |                   |                   |                   |
|  |                        |                        |                        |                   |    |                   |                   |                   |
|  | 2 lipca                |                        |                        |                   |    |                   |                   |                   |
|  |                        |                        |                        |                   |    |                   |                   |                   |
|  | Wyspy Owcze U-21       | Wyspy Owcze U-21       | 31                     |                   |    |                   |                   |                   |
|  | Wyspy Owcze U-21       | Wyspy Owcze U-21       | 31                     |                   |    |                   |                   |                   |
|  | Chorwacja U-21         | Chorwacja U-21         | 27                     |                   |    |                   |                   |                   |
|  | Chorwacja U-21         | Chorwacja U-21         | 27                     |                   |    |                   |                   |                   |

| 1 lipca 202310:00 | Dania U-21 | 26:23(13:10) | Wyspy Owcze U-21 | Max-Schmeling-Halle, Berlin Widzów: 1 119 Sędzia: Sosa, Lemes |
| 1 lipca 202310:00 |            | 26:23(13:10) |                  | Max-Schmeling-Halle, Berlin Widzów: 1 119 Sędzia: Sosa, Lemes |

| 1 lipca 202312:30 | Chorwacja U-21 | 32:36(17:17) | Portugalia U-21 | Max-Schmeling-Halle, Berlin Widzów: 1 119 Sędzia: Braseth, Sundet |
| 1 lipca 202312:30 |                | 32:36(17:17) |                 | Max-Schmeling-Halle, Berlin Widzów: 1 119 Sędzia: Braseth, Sundet |

| 2 lipca 202310:00 | Wyspy Owcze U-21 | 31:27(16:14) | Chorwacja U-21 | Max-Schmeling-Halle, Berlin Widzów: 600 Sędzia: Bíró, Kiss |
| 2 lipca 202310:00 |                  | 31:27(16:14) |                | Max-Schmeling-Halle, Berlin Widzów: 600 Sędzia: Bíró, Kiss |

| 2 lipca 202312:30 | Dania U-21 | 30:25(16:13) | Portugalia U-21 | Max-Schmeling-Halle, Berlin Widzów: 1 308 Sędzia: Gasmi, Gasmi |
| 2 lipca 202312:30 |            | 30:25(16:13) |                 | Max-Schmeling-Halle, Berlin Widzów: 1 308 Sędzia: Gasmi, Gasmi |

### Mecze o miejsca 9–16
| 28 czerwca 202310:45 | Francja U-21 | 35:21(17:9) | Brazylia U-21 | Max-Schmeling-Halle, Berlin Widzów: 5 656 Sędzia: Budzák, Záhradník |
| 28 czerwca 202310:45 |              | 35:21(17:9) |               | Max-Schmeling-Halle, Berlin Widzów: 5 656 Sędzia: Budzák, Záhradník |

| 28 czerwca 202313:00 | Tunezja U-21 | 29:40(12:21) | Hiszpania U-21 | Max-Schmeling-Halle, Berlin Widzów: 2 500 Sędzia: Doychinov, Goretsov |
| 28 czerwca 202313:00 |              | 29:40(12:21) |                | Max-Schmeling-Halle, Berlin Widzów: 2 500 Sędzia: Doychinov, Goretsov |

| 28 czerwca 202319:00 | Szwecja U-21 | 39:29(20:15) | Grecja U-21 | Melina Mercouri Indoor Hall, Ajos Joanis Rendis Widzów: 260 Sędzia: Pirvu, Potirniche |
| 28 czerwca 202319:00 |              | 39:29(20:15) |             | Melina Mercouri Indoor Hall, Ajos Joanis Rendis Widzów: 260 Sędzia: Pirvu, Potirniche |

| 28 czerwca 202321:00 | Bahrajn U-21 | 27:31(16:15) | Egipt U-21 | Melina Mercouri Indoor Hall, Ajos Joanis Rendis Widzów: 40 Sędzia: Bozhinovski, Nachevski |
| 28 czerwca 202321:00 |              | 27:31(16:15) |            | Melina Mercouri Indoor Hall, Ajos Joanis Rendis Widzów: 40 Sędzia: Bozhinovski, Nachevski |

| 29 czerwca 202309:00 | Brazylia U-21 | 23:26(14:11) | Tunezja U-21 | Max-Schmeling-Halle, Berlin Widzów: 4 500 Sędzia: Konjičanin, Konjičanin |
| 29 czerwca 202309:00 |               | 23:26(14:11) |              | Max-Schmeling-Halle, Berlin Widzów: 4 500 Sędzia: Konjičanin, Konjičanin |

| 29 czerwca 202311:00 | Francja U-21 | 36:42(18:19) | Hiszpania U-21 | Max-Schmeling-Halle, Berlin Widzów: 6 689 Sędzia: Belkhiri, Hamidi |
| 29 czerwca 202311:00 |              | 36:42(18:19) |                | Max-Schmeling-Halle, Berlin Widzów: 6 689 Sędzia: Belkhiri, Hamidi |

| 29 czerwca 202319:00 | Grecja U-21 | 29:38(13:18) | Bahrajn U-21 | Melina Mercouri Indoor Hall, Ajos Joanis Rendis Widzów: 120 Sędzia: Mikelić, Paradina |
| 29 czerwca 202319:00 |             | 29:38(13:18) |              | Melina Mercouri Indoor Hall, Ajos Joanis Rendis Widzów: 120 Sędzia: Mikelić, Paradina |

| 29 czerwca 202321:00 | Szwecja U-21 | 35:37(17:16) | Egipt U-21 | Melina Mercouri Indoor Hall, Ajos Joanis Rendis Widzów: 50 Sędzia: Magalhães, Godoy |
| 29 czerwca 202321:00 |              | 35:37(17:16) |            | Melina Mercouri Indoor Hall, Ajos Joanis Rendis Widzów: 50 Sędzia: Magalhães, Godoy |

### Mecze o miejsca 17–24
| 28 czerwca 202311:00 | Polska U-21 | 27:21(14:8) | Kuwejt U-21 | Swiss Life Hall, Hanower Widzów: 3 272 Sędzia: Mitrović, Vešović |
| 28 czerwca 202311:00 |             | 27:21(14:8) |             | Swiss Life Hall, Hanower Widzów: 3 272 Sędzia: Mitrović, Vešović |

| 28 czerwca 202313:15 | Algieria U-21 | 30:37(14:17) | Japonia U-21 | Swiss Life Hall, Hanower Widzów: 204 Sędzia: Gheisarian, Gheisarian |
| 28 czerwca 202313:15 |               | 30:37(14:17) |              | Swiss Life Hall, Hanower Widzów: 204 Sędzia: Gheisarian, Gheisarian |

| 28 czerwca 202315:00 | Norwegia U-21 | 35:22(15:11) | Arabia Saudyjska U-21 | Melina Mercouri Indoor Hall, Ajos Joanis Rendis Widzów: 33 Sędzia: Mikelić, Paradina |
| 28 czerwca 202315:00 |               | 35:22(15:11) |                       | Melina Mercouri Indoor Hall, Ajos Joanis Rendis Widzów: 33 Sędzia: Mikelić, Paradina |

| 28 czerwca 202317:00 | Słowenia U-21 | 39:21(17:10) | Maroko U-21 | Melina Mercouri Indoor Hall, Ajos Joanis Rendis Widzów: 50 Sędzia: Picard, Vauchez |
| 28 czerwca 202317:00 |               | 39:21(17:10) |             | Melina Mercouri Indoor Hall, Ajos Joanis Rendis Widzów: 50 Sędzia: Picard, Vauchez |

| 29 czerwca 202311:00 | Kuwejt U-21 | 27:36(14:15) | Algieria U-21 | Swiss Life Hall, Hanower Widzów: 3 215 Sędzia: Bolic, Hurich |
| 29 czerwca 202311:00 |             | 27:36(14:15) |               | Swiss Life Hall, Hanower Widzów: 3 215 Sędzia: Bolic, Hurich |

| 29 czerwca 202313:15 | Polska U-21 | 28:22(12:11) | Japonia U-21 | Swiss Life Hall, Hanower Widzów: 540 Sędzia: Sekulić, Jovandić |
| 29 czerwca 202313:15 |             | 28:22(12:11) |              | Swiss Life Hall, Hanower Widzów: 540 Sędzia: Sekulić, Jovandić |

| 29 czerwca 202315:00 | Arabia Saudyjska U-21 | 25:20(15:10) | Maroko U-21 | Melina Mercouri Indoor Hall, Ajos Joanis Rendis Widzów: 50 Sędzia: Bozhinovski, Nachevski |
| 29 czerwca 202315:00 |                       | 25:20(15:10) |             | Melina Mercouri Indoor Hall, Ajos Joanis Rendis Widzów: 50 Sędzia: Bozhinovski, Nachevski |

| 29 czerwca 202317:00 | Norwegia U-21 | 28:24(13:14) | Słowenia U-21 | Melina Mercouri Indoor Hall, Ajos Joanis Rendis Widzów: 50 Sędzia: Hannes, Hannes |
| 29 czerwca 202317:00 |               | 28:24(13:14) |               | Melina Mercouri Indoor Hall, Ajos Joanis Rendis Widzów: 50 Sędzia: Hannes, Hannes |

### Mecze o miejsca 25–32
| 28 czerwca 202311:00 | Argentyna U-21 | 31:20(19:9) | Chile U-21 | Melina Mercouri Indoor Hall, Ajos Joanis Rendis Widzów: 50 Sędzia: Mahmoud, El-Beltagy |
| 28 czerwca 202311:00 |                | 31:20(19:9) |            | Melina Mercouri Indoor Hall, Ajos Joanis Rendis Widzów: 50 Sędzia: Mahmoud, El-Beltagy |

| 28 czerwca 202313:00 | Grenlandia U-21 | 13:47(6:24) | Kuba U-21 | Melina Mercouri Indoor Hall, Ajos Joanis Rendis Widzów: 55 Sędzia: Xu, Liu |
| 28 czerwca 202313:00 |                 | 13:47(6:24) |           | Melina Mercouri Indoor Hall, Ajos Joanis Rendis Widzów: 55 Sędzia: Xu, Liu |

| 28 czerwca 202315:45 | Stany Zjednoczone U-21 | 25:23(14:11) | Kostaryka U-21 | Swiss Life Hall, Hanower Widzów: 304 Sędzia: Al-Wahibi, Al-Shahi |
| 28 czerwca 202315:45 |                        | 25:23(14:11) |                | Swiss Life Hall, Hanower Widzów: 304 Sędzia: Al-Wahibi, Al-Shahi |

| 28 czerwca 202318:00 | Libia U-21 | 24:32(9:12) | Angola U-21 | Swiss Life Hall, Hanower Widzów: 304 Sędzia: Bolic, Hurich |
| 28 czerwca 202318:00 |            | 24:32(9:12) |             | Swiss Life Hall, Hanower Widzów: 304 Sędzia: Bolic, Hurich |

| 29 czerwca 202311:00 | Chile U-21 | 27:18(11:8) | Grenlandia U-21 | Melina Mercouri Indoor Hall, Ajos Joanis Rendis Widzów: 50 Sędzia: Pirvu, Potirniche |
| 29 czerwca 202311:00 |            | 27:18(11:8) |                 | Melina Mercouri Indoor Hall, Ajos Joanis Rendis Widzów: 50 Sędzia: Pirvu, Potirniche |

| 29 czerwca 202313:00 | Argentyna U-21 | 43:30(22:15) | Kuba U-21 | Melina Mercouri Indoor Hall, Ajos Joanis Rendis Widzów: 50 Sędzia: Picard, Vauchez |
| 29 czerwca 202313:00 |                | 43:30(22:15) |           | Melina Mercouri Indoor Hall, Ajos Joanis Rendis Widzów: 50 Sędzia: Picard, Vauchez |

| 29 czerwca 202315:45 | Kostaryka U-21 | 32:35(12:16) | Libia U-21 | Swiss Life Hall, Hanower Widzów: 347 Sędzia: Gheisarian, Gheisarian |
| 29 czerwca 202315:45 |                | 32:35(12:16) |            | Swiss Life Hall, Hanower Widzów: 347 Sędzia: Gheisarian, Gheisarian |

| 29 czerwca 202318:00 | Stany Zjednoczone U-21 | 26:33(12:17) | Angola U-21 | Swiss Life Hall, Hanower Widzów: 347 Sędzia: Mitrović, Vešović |
| 29 czerwca 202318:00 |                        | 26:33(12:17) |             | Swiss Life Hall, Hanower Widzów: 347 Sędzia: Mitrović, Vešović |

## Klasyfikacja końcowa
| Miejsce | Reprezentacja          | Składy |
| ------- | ---------------------- | ------ |
| złoto   | Niemcy U-21            |        |
| srebro  | Węgry U-21             |        |
| brąz    | Islandia U-21          |        |
| 4       | Serbia U-21            |        |
| 5       | Dania U-21             |        |
| 6       | Portugalia U-21        |        |
| 7       | Wyspy Owcze U-21       |        |
| 8       | Chorwacja U-21         |        |
| 9       | Hiszpania U-21         |        |
| 10      | Egipt U-21             |        |
| 11      | Francja U-21           |        |
| 12      | Szwecja U-21           |        |
| 13      | Bahrajn U-21           |        |
| 14      | Tunezja U-21           |        |
| 15      | Grecja U-21            |        |
| 16      | Brazylia U-21          |        |
| 17      | Polska U-21            |        |
| 18      | Norwegia U-21          |        |
| 19      | Japonia U-21           |        |
| 20      | Słowenia U-21          |        |
| 21      | Arabia Saudyjska U-21  |        |
| 22      | Algieria U-21          |        |
| 23      | Maroko U-21            |        |
| 24      | Kuwejt U-21            |        |
| 25      | Argentyna U-21         |        |
| 26      | Angola U-21            |        |
| 27      | Stany Zjednoczone U-21 |        |
| 28      | Kuba U-21              |        |
| 29      | Chile U-21             |        |
| 30      | Libia U-21             |        |
| 31      | Kostaryka U-21         |        |
| 32      | Grenlandia U-21        |        |

## Nagrody indywidualne
Nagrody indywidualne otrzymali:
| MVP            | Najlepszy bramkarz | Najlepszy lewoskrzydłowy | Najlepszy lewy rozgrywający | Najlepszy środkowy rozgrywający | Najlepszy prawy rozgrywający | Najlepszy prawoskrzydłowy | Najlepszy obrotowy |
| -------------- | ------------------ | ------------------------ | --------------------------- | ------------------------------- | ---------------------------- | ------------------------- | ------------------ |
| Nils Lichtlein | David Späth        | Pedro Oliveira           | Miloš Kos                   | Elias Ellefsen á Skipagøtu      | Zoran Ilic                   | Kristófer Máni Jónasson   | Justus Fischer     |